# داسو اتاندارد ۴
داسو اتاندارد ۴ (به فرانسوی: Dassault Étendard IV) یک هواپیمای جنگنده آفندی ناوپایه فراصوتی است که توسط شرکت هوافضای فرانسوی داسو اویاسیون توسعه و تولید شده است.
توسعه اتاندارد در ابتدا در طول سالهای ۱۹۵۰ آغاز شد. علیرغم اینکه مورد توجه ارتش فرانسه یا هیچ‌یک از نیروهای هوایی ناتو را قرار نگرفت، طرح پیشنهادی قدرتمندتری از آن مورد توجه نیروی دریایی فرانسه قرار گرفت. بر این اساس، داسو یک نمونه اولیه مخصوص نیروی دریایی را تولید نمود که اولین پرواز خود را در ۲۴ ژوئیه ۱۹۵۶ (۲ مردادماه ۱۳۳۵ خورشیدی) انجام داد. عملکرد آن با مورد رضایت نیروی دریایی فرانسه قرار گرفت، و سفارشی برای این هواپیما را ثبت نمود و آن نیرو در مجموع ۶۹ فروند جنگنده اتاندارد ۴ام، به علاوه ۲۱ فروند اتاندارد۴ پی که گونه تخصصی برای شناسایی هوایی بود را به خدمت گرفت.
اتاندارد به عنوان پایه ای برای توسعه هواپیمای پیشرفته تر داسوبرگه سوپراتاندارد قرارگرفت در طول دهه ۱۹۷۰، قرار بود اتاندارد ۴ با نسخه دریایی سپکت جگوار که جگوار ام نامگذاری شده بود جایگزین شود. با این حال، توسعه جگوار ام متوقف شد و مدت کوتاهی پس از آن، اعلام شد که به جای آن سوپراتاندارد سفارش داده شده است. برای مدتی، اتاندارد۴ در کنار مدل بهبود یافته خود مورد استفاده قرار می‌گرفت، قبل از اینکه به تدریج در طول دهه ۱۹۸۰ از خدمت کنار گذاشته شود. در نهایت در سال ۱۹۹۱، گونه آفندی از این هواپیما توسط تنها کاربر آن (نیروی دریایی فرانسه) از خدمت خارج شد، در حالی که گونه شناسایی تا سال ۲۰۰۰ مورد استفاده قرار می‌گرفت.

## گونه‌ها

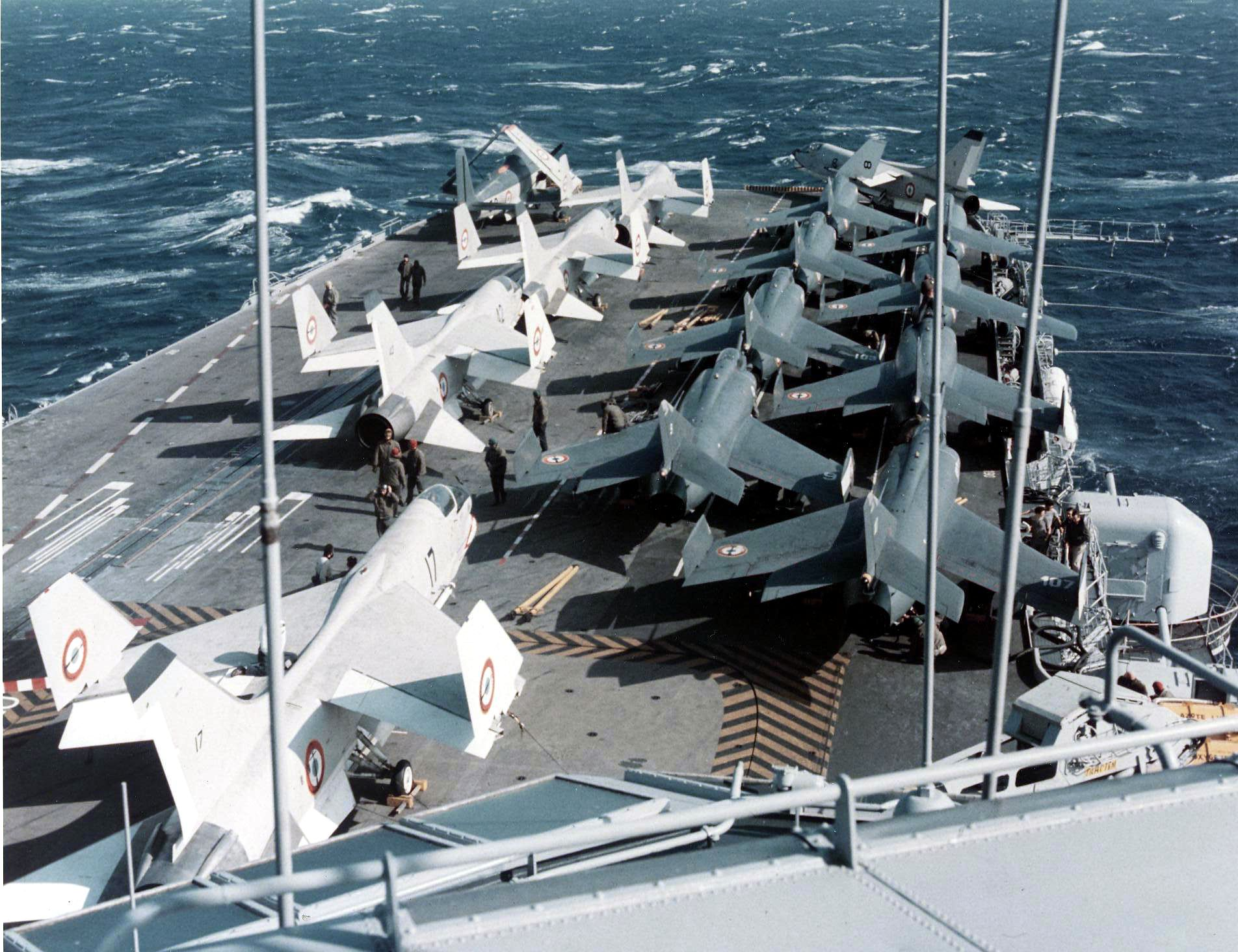
تعدادی اتاندارد ۴ به همراه چند فروند ووت اف-۸ئی (اف‌ان) کروسیدر و یک فروند برگه آلیزه بروی عرشه پرواز ناوهواپیمابر کلمانسو

اتاندارد۴نمونه آزمایشی با پیشرانه توربوجت ٰاسنکما آتار۱۰۱ئی۳ به قدرت ۳۴٫۳۴ کیلونیوتن (۷٬۷۲۰ پوند-نیرو), اولین پرواز در ۲۴ ژوئیه ۱۹۵۶.
اتاندارد۴بییک نمونه اولیه با پیشرانه توربوجت رولز-رویس اون به قدرت ۴۹٫۸۲ کیلونیوتن (۱۱٬۲۰۰ پوند-نیرو).
اتاندارد۴امجنگنده آفندی دریایی تک سرنشینه مورد کاربرد نیروی دریایی فرانسه.
اتاندارد۴پیهواپیمای شناسایی عکسبرداری تک سرنشینه نیروی دریایی فرانسه.

## کاربران
فرانسه
- نیروی دریایی فرانسه
  - هوانوردی دریایی (به فرانسوی: Aviation navale)
    - ناوگروه ۱۷ اف (به فرانسوی: Flottille 17F)

## مشخصات (اتاندارد ۴ام)

طرح سه نمای جنگنده تهاجمی اتاندارد ۴

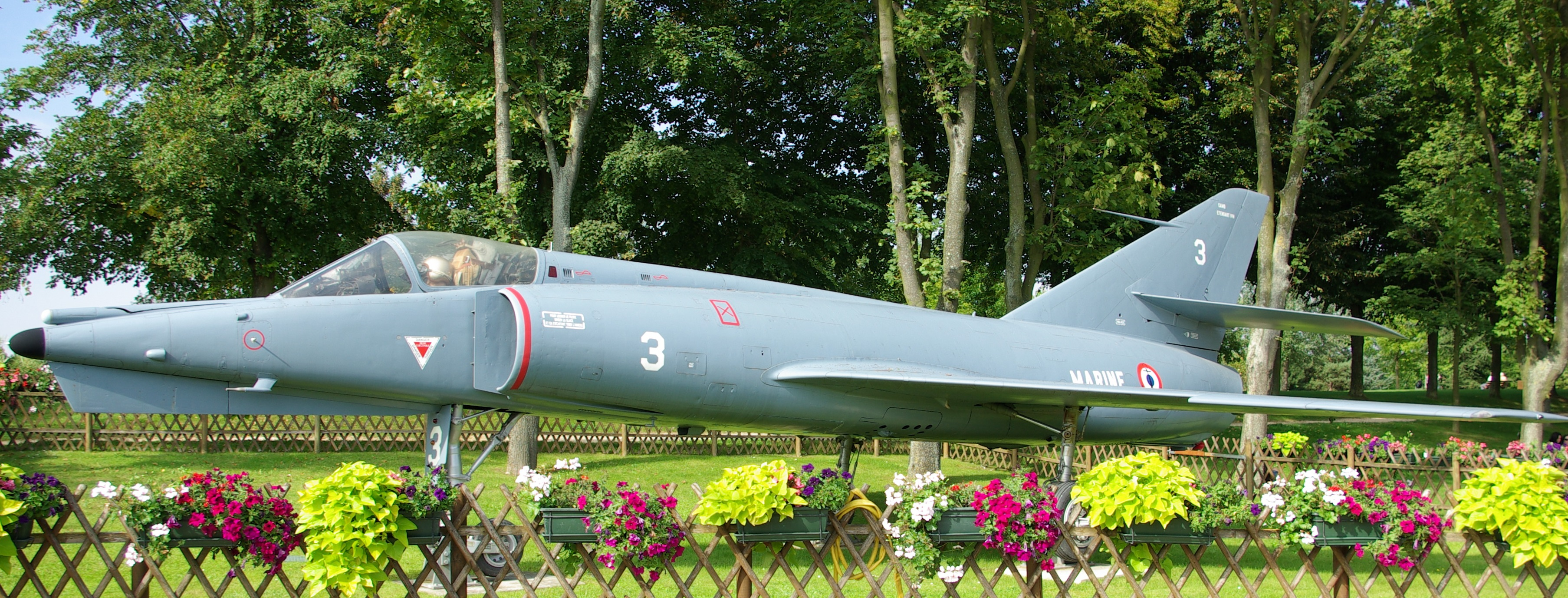
اتاندارد۴ ام در حال نمایش در پارکی در نزدیکی فرودگاه اورلی در شهر پاریس

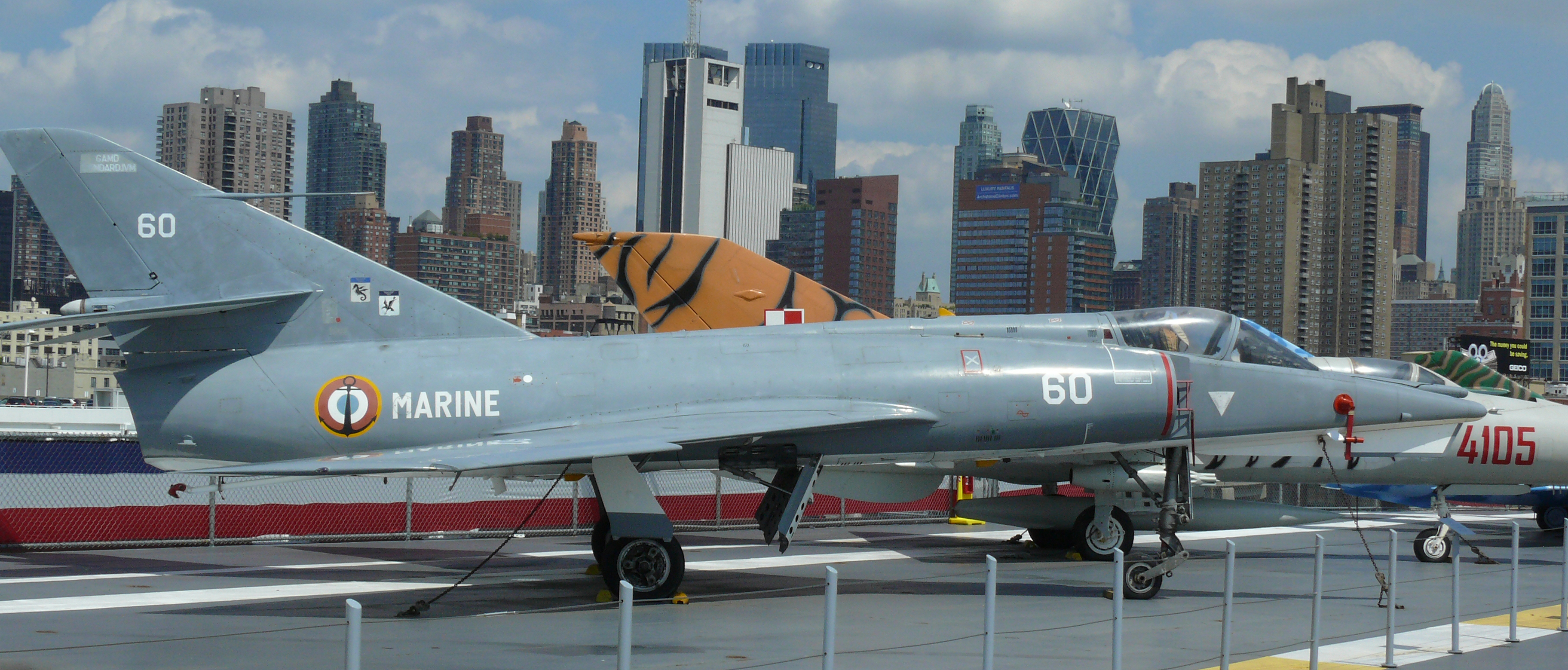
اتاندارد ۴ ام در موزه اینترپید در نیویورک، ایالات متحده آمریکا

داده‌ها از The Complete Book of Fighters
ویژگی‌های عمومی
- خدمه: ۱
- طول: ۱۴٫۳۵ متر (۴۷ فوت ۱ اینچ)
- پهنای بال: ۹٫۶ متر (۳۱ فوت ۶ اینچ)
- ارتفاع: ۳٫۹ متر (۱۲ فوت ۱۰ اینچ)
- مساحت بال‌ها: ۲۸٫۴ متر مربع (۳۰۶ فوت مربع)
- وزن خالی: ۵٬۸۹۷ کیلوگرم (۱۳٬۰۰۱ پوند)
- وزن ناخالص: ۸٬۱۷۰ کیلوگرم (۱۸٬۰۱۲ پوند)
- بیشترین وزن برخاست: ۱۰٬۲۰۰ کیلوگرم (۲۲٬۴۸۷ پوند)
- پیشرانه: ۱ عدد موتورتوربوجت اسنکما آتار۰۸بی, ۴۳٫۱۶ کیلونیوتن (۹٬۷۰۰ پوند-نیرو) thrust

عملکرد
- حداکثر سرعت: ۱٬۰۹۹ کیلومتر بر ساعت (۶۸۳ مایل بر ساعت، ۵۹۳ گره)
- بُرد: ۳٬۳۰۰ کیلومتر (۲٬۱۰۰ مایل، ۱٬۸۰۰ مایل دریایی)
- حداکثر ارتفاع: ۱۵٬۵۰۰ متر (۵۰٬۹۰۰ فوت)
- نرخ صعود: ۱۰۰ متر بر ثانیه (۲۰٬۰۰۰ فوت بر دقیقه)
- بارگیری بال: ۲۸۲ کیلوگرم بر متر مربع (۵۸ پوند بر فوت مربع)
- نیرو/وزن: 0.75 (Empty), 0.54 (Gross), 0.43 (MTOW)

تسلیحات

- اسلحه‌ها: ۲ قبضه توپ خودکار ۳۰ میلی‌متری دفا ۵۵۲ با ۱۵۰ گلوله در هر توپ
- راکت‌ها: ۲ غلاف حامل راکت ماترا با ۱۸ راکت غیرقابل هدایت ۶۸ میلی‌متری اس‌ان‌ئی‌بی
- موشک‌ها: موشک‌های هوا به هوای ای‌آی‌ام-۹ سایدوایندر و ماترا ماجیک، موشک‌های هوا به سطح نورد ای‌اس-۳۰ و ای‌اس.۲۰.[۳]
- بمب‌ها: ۱٬۳۶۰ کیلوگرم (۳٬۰۰۰ پوند) محموله قابل حمل بروی چهار آویزگاه خارجی تسلیحات شامل بمب‌ها و مخازن خارجی سوخت